# Anabarhynchus irwini
Anabarhynchus irwini är en tvåvingeart som beskrevs av Lyneborg 2001. Anabarhynchus irwini ingår i släktet Anabarhynchus och familjen stilettflugor. Inga underarter finns listade i Catalogue of Life.